# چابا بوریان
چابا بوریان (انگلیسی: Csaba Burján؛ زادهٔ ۲۷ سپتامبر ۱۹۹۴) اسکیت‌باز سرعت اهل مجارستان است.